# Virginia Bolten
Virginia Bolten (San Luis, 26 dicembre 1870 – Montevideo, 1960) è stata un'anarchica, giornalista, attivista femminista argentina.
Agitatrice anarchica fin da molto giovane, divenne una figura di spicco tra le donne lavoratrici di Rosario, organizzandosi per la "Federazione Regionale dei Lavoratori Argentini" (FORA) e guidando il primo sciopero delle donne nella storia del paese; dopo essere stata reclutata nel movimento anarchico di Buenos Aires dall'anarchico italiano Pietro Gori, si unì ad alcune delle prime organizzazioni femminili anarchiche del paese e fondò uno dei primi periodici femministi anarchici al mondo, La Voz de la Mujer. Dopo anni di attivismo in Argentina, fu deportata in Uruguay dove continuò il suo attivismo femminista, fondando il periodico La Nueva Senda e l'associazione femminista radicale Emancipación. A seguito di contrasti con le femministe socialiste, il movimento femminista anarchico in Uruguay cadde nell'oblio. Bolten visse il resto della sua vita a Montevideo, intervenendo occasionalmente alle manifestazioni, fino alla sua morte nel 1960.

## Biografia
Suo padre era un liberale tedesco esiliato dall'Europa; dopo il divorzio dei suoi genitori, ancora adolescente si trasferì nella città industriale di Rosario e trovò lavoro come calzolaia; successivamente fu impiegata in una raffineria di zucchero ma fu arrestata per essere stata sorpresa a distribuire propaganda anarchica alle lavoratrici dello stabilimento.
Parte della seconda generazione di femministe anarchiche, si guadagnò rapidamente la reputazione di grande oratrice "organizzatrice instancabile", capace di attirare grandi folle per vederla parlare. Insieme a Juana Rouco Buela e a María Collazo, Bolten divenne una delle poche donne di spicco del movimento anarchico argentino. Come membro della Federazione Regionale dei Lavoratori Argentini (FORA), viaggiò in tutto il paese incoraggiando le donne a impegnarsi nella politica anarchica. In quanto femminista anarchica, era disinteressata alle richieste delle femministe liberali e socialiste per il suffragio universale, sostenendo invece l'abolizione rivoluzionaria del sistema esistente piuttosto che riformarlo.
Nel 1889 il primo sciopero femminile dell'Argentina, portato avanti dalle sarte di Rosario; lo sciopero ha ebbe successo e i lavoratori ottennero un aumento salariale del 20%. L'anno successivo guidò le manifestazioni della giornata internazionale dei lavoratori della città con una bandiera nera. Il suo attivismo attirò l'attenzione dell'anarchico italiano Pietro Gori, che la reclutò nel movimento anarchico di Buenos Aires. Ispirandosi agli scritti femministi dell'anarchica catalana Teresa Mañé, stampati dal quotidiano La Questione Sociale di Errico Malatesta, nel 1895 si formarono in Argentina i primi gruppi di donne anarchiche; queste organizzazioni produssero una nuova generazione di femministe radicali tra le quali Bolten fu particolarmente attiva. Con l'aiuto di Gori Bolten fondò una delle prime pubblicazioni femministe anarchiche al mondo, La Voz de la Mujer; Bolten fu una dei suoi redattori e il giornale pubblicò nove numeri dall'8 gennaio 1896 al 1 gennaio 1897; successivamente la rivista venne ripresa a Rosario nel 1901. Bolten e Gori fondarono anche un'organizzazione anarchico-socialista dedita all'abolizione dei costumi e delle tradizioni che trovavano autoritarie, incluso il matrimonio.
Per reprimere il nascente movimento anarchico, nel 1902 il governo argentino approvò una legge che permetteva la deportazione degli immigrati coinvolti nell'attivismo anarchico. Bolten fu soggetta a questa legge in diverse occasioni: nel 1903 fu arrestato per aver distribuito propaganda anarchica a Rosario, nel 1904 per aver organizzato un comitato di sciopero delle donne nel mercato della frutta di Buenos Aires e, nel gennaio 1905, dopo aver ricevuto la notizia del massacro della domenica di sangue a San Pietroburgo, denunciò pubblicamente l'autocrazia zarista e paragonò direttamente le sue azioni a quelle del governo argentino.
Nel 1907, dopo aver partecipato a uno sciopero degli inquilini nella capitale argentina, fu deportata in Uruguay; fu raggiunta lì dal leader sindacale anarchico Manuel Manrique, insieme alle sue compagne organizzatrici femministe anarchiche deportate: Juana Rouco Buela e María Collazo. Imperterriti, Bolten e i suoi colleghi continuarono il loro attivismo femminista anarchico a Montevideo. Nel 1909 con Rouco Buela e Collazo fondò il giornale femminista anarchico La Nueva Senda ma incontrò una reazione ostile da parte di altri anarchici uruguaiani e cessò la pubblicazione l'anno successivo.
A questo punto il femminismo anarchico era già stato superato in Sud America dalle forme socialiste e liberali del femminismo. Nel maggio 1910 un congresso delle donne istituì a Buenos Aires una federazione con l'obiettivo di lavorare per migliorare i diritti delle donne sostenendo allo stesso tempo i tradizionali ruoli di genere. Ma la federazione ritardò la creazione di una sezione uruguaiana, bloccata dalle speranze di riforma del nuovo presidente liberale José Batlle y Ordóñez. Nell'aprile 1911, le femministe radicali di Montevideo fondarono l'Asociación Femenina "Emancipación" che prese una posizione decisamente anticlericale sulla liberazione delle donne. I discorsi radicali di Bolten scoraggiarono l'affiliazione con la federazione. Dopo il voto negativo Emancipación concordò statuti di ispirazione anarchica che sostenevano l'educazione delle donne e l'autodifesa, sostenendo anche l'integrazione con il movimento progressista attraverso le linee di genere. In contrasto con il suffragismo borghese delle femministe liberali, Emancipación si concentrò sull'organizzazione delle donne lavoratrici come sarte e operatrici telefoniche.
Nel 1913 l'associazione si stava dividendo in fazioni: gli anarchici, guidati da Bolten; e i membri del neonato Partito Socialista dell'Uruguay, guidato da María Casal y Canda. Nel giugno dello stesso anno, il giornale del partito socialista pubblicò un articolo contro la Bolten in cui veniva accusata di sostenere il governo progressista di Batlle. Nell'anno successivo un prolungato periodo di attacchi socialisti contro gli anarchici soppresse di fatto la loro influenza sui movimenti operai e femminili, con il marxismo che divenne la forza dominante nel femminismo radicale uruguaiano e le organizzazioni femminili anarchiche che caddero nell'oscurità.
Nel 1923, Bolten contribuì a fondare il Centro Internacional de Estudios Sociales; poi continuò a parlare alle manifestazioni in occasione della giornata internazionale dei lavoratori e della donna, prima della sua morte nel 1960.